# Carl Haniel
Carl Alex Haniel (* 19. November 1811 in Ruhrort; † 28. März 1861) war ein deutscher Unternehmer.

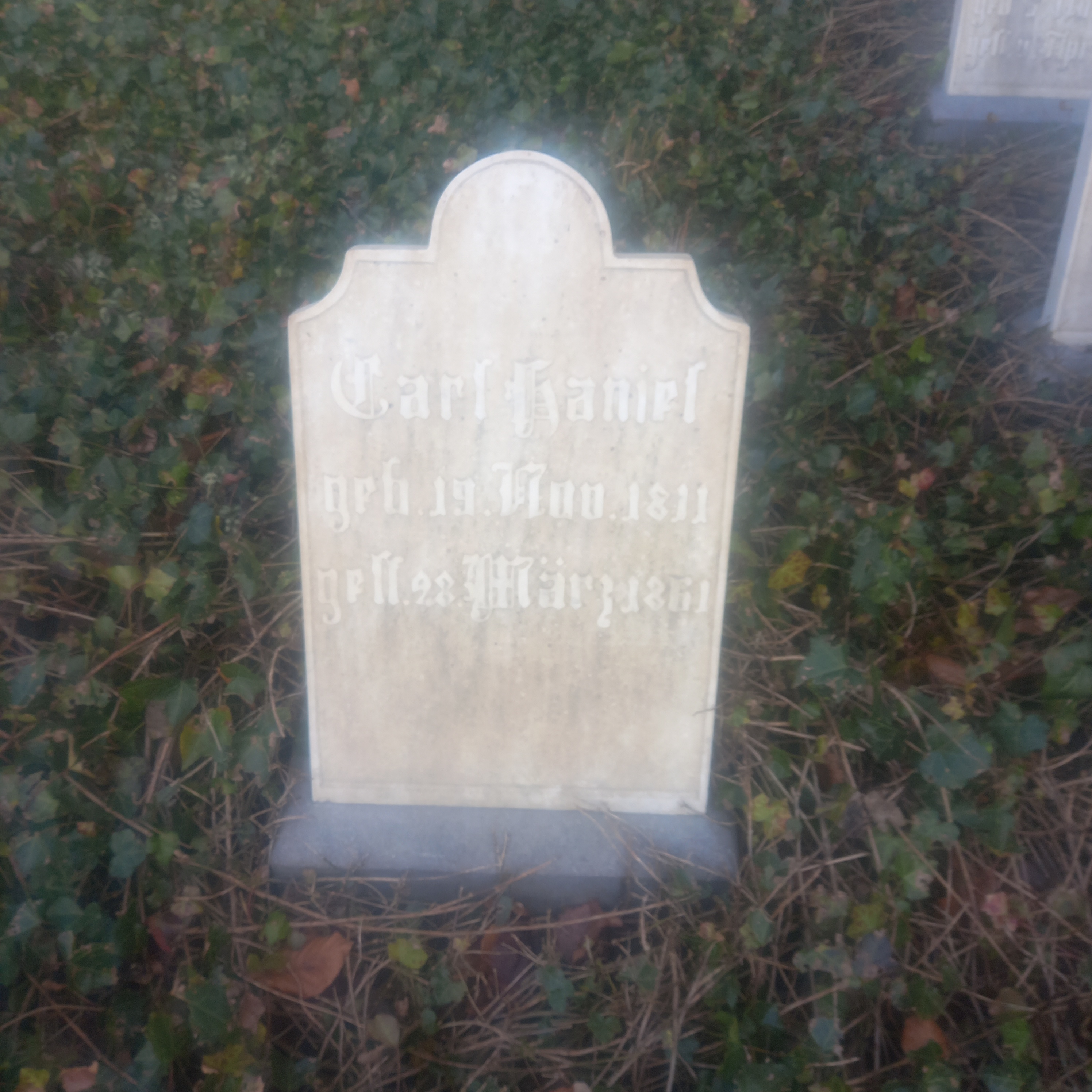
Das Grab von Carl Haniel in der Familiengrabstätte auf dem Friedhof Ruhrort in Duisburg

## Leben und Wirken
Er war der Sohn von Gerhard Haniel und ein Neffe von Franz Haniel. Er leitete von 1834 bis 1861 die Hüttengewerkschaft und Handlung Jacobi, Haniel & Huyssen.